# Pseudomysidia delicata
Pseudomysidia delicata är en insektsart som beskrevs av Broomfield 1985. Pseudomysidia delicata ingår i släktet Pseudomysidia och familjen Derbidae. Inga underarter finns listade i Catalogue of Life.